# MTV Europe Music Awards 1997
Церемонія нагородження MTV Europe Music Awards 1997 відбулися в The Ahoy, Роттердам, Нідерланди, 6 листопада 1997 року. The Prodigy зібрав найбільше нагород того вечора, перемігши у трьох номінаціях, зокрема, Найкраще відео.

## Номінації
Переможців виділено Жирним.

### Найкраща пісня
- The Cardigans — «Lovefool[en]»
- Puff Daddy (за участі Фейт Еванс та 112[en]) — «I'll Be Missing You»
- Hanson — «Mmmbop[en]»
- No Doubt — «Don't Speak»
- Вілл Сміт — «Men in Black[en]»

### Найкраще відео
- Blur — «Song 2[en]»
- The Chemical Brothers — «Block Rockin' Beats[en]»
- Daft Punk — «Around the World[en]»
- The Prodigy — «Breathe»
- Radiohead — «Paranoid Android»

### Найкраща співачка
- Б'єрк
- Тоні Брекстон
- Шеріл Кроу
- Джанет Джексон
- Мадонна

### Найкращий співак
- Babyface
- Бек
- Джон Бон Джові
- Майкл Джексон
- Джордж Майкл

### Найкращий гурт
- Oasis
- The Prodigy
- Radiohead
- Spice Girls
- U2

### Найкращий новий виконавець
- Мередіт Брукс[en]
- Hanson
- Puff Daddy
- No Doubt
- Spice Girls

### Найкращий танцювальний проєкт
- Backstreet Boys
- The Chemical Brothers
- Daft Punk
- The Prodigy
- Spice Girls

### Найкращий рок-виконавець
- Aerosmith
- Джон Бон Джові
- Bush
- Oasis
- Skunk Anansie

### Найкращий альтернативний виконавець
- Бек
- Blur
- The Prodigy
- Radiohead
- The Verve

### Найкращий R&B-виконавець
- Blackstreet[en]
- Тоні Брекстон
- Ginuwine[en]
- Майкл Джексон
- R. Kelly

### Найкращий репер
- Blackstreet[en]
- Coolio
- Puff Daddy
- The Notorious B.I.G.
- Вілл Сміт

### Найкращий концертний виконавець
- Aerosmith
- Майкл Джексон
- Radiohead
- Skunk Anansie
- U2

### Вибір MTV[en]
- Backstreet Boys — «As Long as You Love Me[en]»
- Hanson — «Where's the Love[en]»
- Puff Daddy (за участі Фейт Еванс та 112[en]) — «I'll Be Missing You»
- Spice Girls — «Spice Up Your Life[en]»

### Free Your Mind[en]
- Landmine Survivors Network[en]

## Виступи
- U2 — «Mofo[en]»
- Б'єрк — «Bachelorette[en]»
- Spice Girls — «Spice Up Your Life[en]»
- Skunk Anansie — «Hedonism (Just Because You Feel Good)[en]»
- LL Cool J — «Phenomenon[en]»
- Blackstreet[en] (за участі Слеш) — «Fix[en]»
- Джон Бон Джові — «Janie, Don't Take Your Love to Town[en]»
- Aerosmith — «Pink / Falling in Love (Is Hard on the Knees)[en]»
- Backstreet Boys — «As Long as You Love Me[en] / Everybody (Backstreet's Back)[en]»
- Джованотті — «L'ombelico del Mondo»

## Учасники шоу
- Денніс Гоппер — оголошення виступу U2
- Алісія Сільверстоун — оголошення переможця у номінації Найкращий танцювальний проєкт
- Backstreet Boys — оголошення переможця у номінації Найкращий співак
- Стівен Дорфф та Саффрон[en] — оголошення переможця у номінації Найкраща пісня
- Міссі Еліот та Девід Аркетт — оголошення переможця у номінації Найкращий репер
- Луїза[en] та Марк Оуен[en] — оголошення переможця у номінації Найкраща співачка
- Пітер Андре[en] та Eternal[en] — оголошення переможця у номінації Найкращий альтернативний виконавець
- Денніс Гоппер — оголошення переможця у номінації Free Your Mind[en]
- Каприс Буре[en] та Стівен Тайлер — оголошення переможця у номінації Найкращий гурт
- Роббі Вільямс та Джина Лі Нолін — оголошення переможця у номінації Найкращий новий виконавець
- Принц Насім та Б'єрк — оголошення переможця у номінації Найкращий концертний виконавець
- Ніна Перссон та Катя Схюрман — оголошення переможця у номінації Вибір MTV[en]
- Hanson — оголошення переможця у номінації Найкраще відео